# Troedoviken

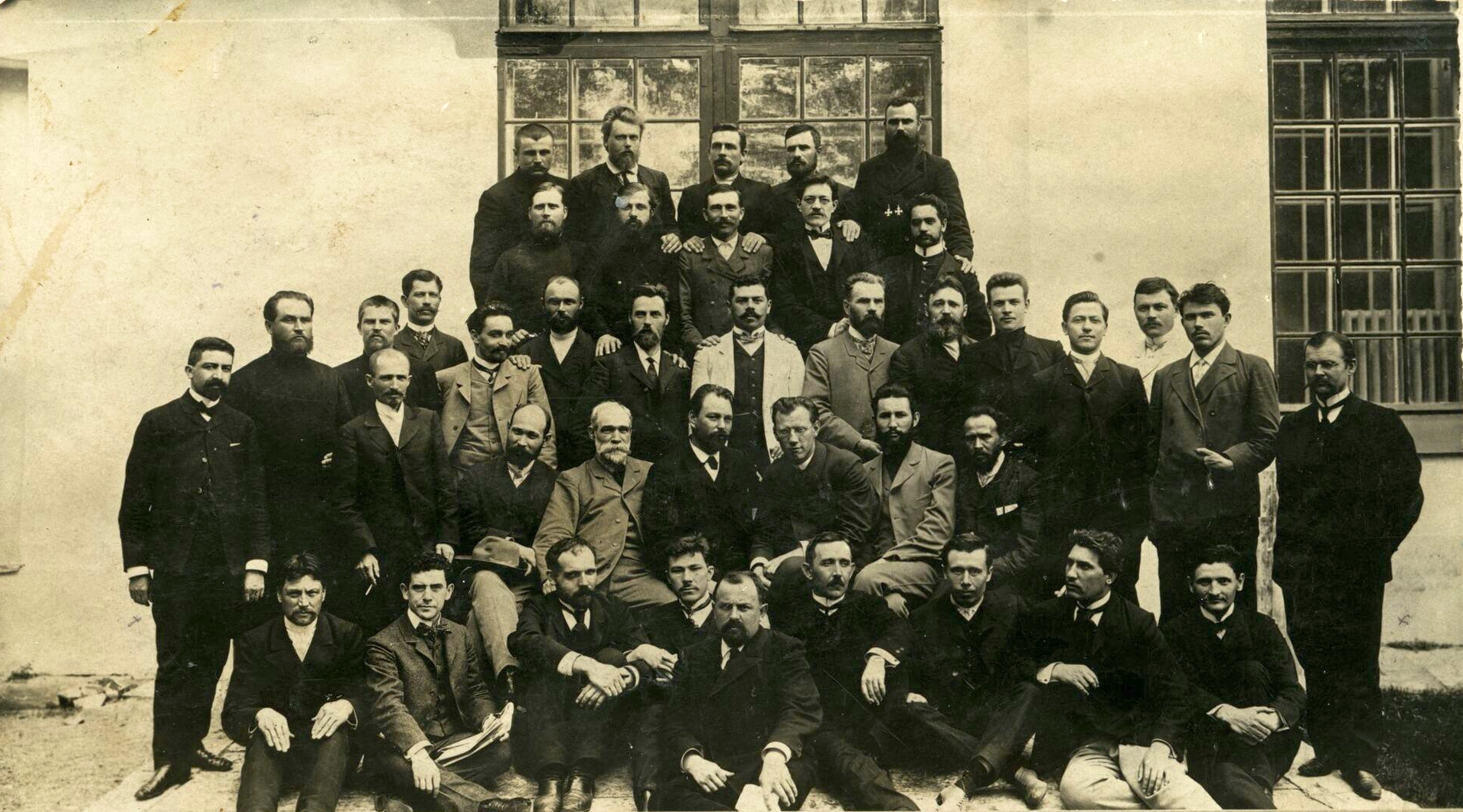
Troedoviken in de Eerste Staatsdoema

Troedoviken (Russisch: Трудовая группа, Troedovaija gruppa vrij vertaald Partij van de Arbeid) was een Russische politieke partij uit het begin van de twintigste eeuw.
De troedoviken waren een gematigd socialistische afsplitsing van de Sociaal-Revolutionaire Partij die in 1905 tot stand kwam. Zij verdedigden vooral de belangen en idealen van de kleine boeren (moezjieks) uit de revolutionaire narodniki-beweging.
Bij de eerste Doema-verkiezingen van 1905 behaalde zij 107 zetels en was de grootste socialistische partij in de Doema.
Het programma was reformistisch-socialistisch, waarin niet naar nationalisering, maar naar landherverdeling werd gestreefd en een stimulering van de kleine middenklasse (winkeliers, kleine ondernemers en leerkrachten). In de latere jaren zocht zij vooral toenadering tot de links-liberale Constitutioneel-Democratische Partij.
Na de Russische Revolutie werd een troedovik, Aleksandr Kerenski, minister van Justitie en later minister-president. De partij werd na de Oktoberrevolutie verboden.